# مننگای
مننگای (به لاتین: Menengai) یک کوه و تپه در کنیا است که در کنیا واقع شده‌است. مننگای ۲٬۲۷۸ متر بالاتر از سطح دریا واقع شده‌است.